# Caberto Conelli
| Caberto Conelli | Caberto Conelli                |
| --- | ------------------------------ |
| Caberto Conelli (desno u bijelom kombinezonu) sa suvozačem Williamom Gloverom-Williamsom (lijevo za upravljačem) nakon pobjede na Velikoj nagradi Belgije 1931. |                                |
| Državljanstvo | talijansko                     |
| Europsko automobilističko prvenstvo |                                |
| Sezone | 1931.                          |
| Momčadi | Bugatti                        |
| Utrke | 2                              |
| Prvenstva | 0                              |
| Pobjede | 1                              |
| Podiji | 1                              |
| Prvo startno mjesto | 0                              |
| Najbrži krugovi | 0                              |
| Prva utrka | Velika nagrada Francuske 1931. |
| Prva pobjeda | Velika nagrada Belgije 1931.   |
| Posljednja pobjeda | Velika nagrada Belgije 1931.   |
| Posljednja utrka | Velika nagrada Belgije 1931.   |

Carlo Alberto Conelli (Belgirate, Pijemont, Kraljevina Italija, 28. kolovoza 1889. - Belgirate, Pijemont, Italija, 25. kolovoza 1974.) je bio talijanski vozač automobilističkih utrka.
Utrkivanje je počeo početkom 1920-ih, a 1927. je osvojio drugo mjesto na utrci Targa Florio iza pobjednika Emilia Materassija. Godine 1931. natjecao se u Europskom automobilističkom prvenstvu za Bugatti, gdje mu je suvozač bio William Grover-Williams. Dvojac Veliku nagradu Francuske, koja se vozila na stazi Linas-Montlhéry, nije završio zbog kvara mjenjača. Na sljedećoj Velikoj nagradi Belgije na Spa-Francorchampsu, Cornelli i Glover-Williams dolaze do pobjede ispred Tazia Nuvolarija i Baconina Borzacchinija u Alfa Romeu. Sezonu završavaju na devetom mjestu konačnog poretka vozača s 14 bodova. Iste godine nastupao je na utrci 24 sata Le Mansa u bolidu Bugatti T50S sa suvozačem Mauriceom Rostom, no utrku nije završio.

## Vanjske poveznice
- Caberto Conelli - Driver Database
- Caberto Conelli - Racing Sports Cars